# 王佐良 (1872年)

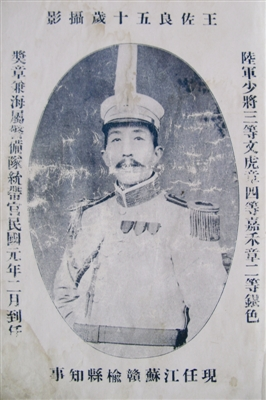

王佐良（1872年—1935年）山东省兰山县朱范村（今属江苏省东海县石梁河镇）人，清末民初政治人物。

## 生平
王佐良自幼随塾师张宝信学习。后捐资为秀才、贡生，授江苏候补道、资政院议员。
宣统三年辛亥，武昌革命党人起义，时局动荡。赣榆县西部会党及土匪趁机作乱，末山（即磨山，位于今江苏省东海县石梁河镇西部与山东省交界地带）一带为土匪盘踞袭扰商旅，又青庄湖（今东海县青湖镇）营防营驻守官兵作乱，并与附近土匪声气相通。时任赣榆县知事唐运鹏鉴于县里无力剿匪平叛，遂邀时为兰山县资政局议员的王佐良率军剿匪平叛。八月底，王佐良与其侄王沂华率私人武装及沂防营官兵进至磨山进入赣榆西部，九月一日，击破磨山土匪；乘胜进军至青庄湖，歼灭叛军，克复盐防营。
辛亥年十月初二，海州盐防营发生兵变，乱兵占领海州，地方大乱。海州士绅遂请王佐良率军其所部军队前至海州平叛。于是王佐良留下部分军队继续清除当地残匪，亲率部队向海州进发。十月初六，至大沙河（今赣榆县沙河镇），闻乱军首领王西斗在浦南（今连云港市新浦区浦南镇）一带作乱，于初七日凌晨突至浦南包围叛军。经过一番激战，击杀叛军首领王西斗，剿灭了叛军。
中华民国成立后，王佐良任海州军政支部长，后又提升为陆军少将，领“三等文虎嘉禾勋章军政执法官官衔”。进入民国，赣榆县局势仍然不稳，且赣榆县境内土匪与县军政人员互相勾结。王佐良致函时赣榆县知事唐运鹏扩充军备、注意官匪勾结。同时电令驻青庄马队进驻县城（今赣榆县赣马镇），加强县城防务。但县令唐运鹏不以为意，以军饷不足由推诿。
农历腊月中旬，巨盗孙秩坠与县吏勾结，县令唐运鹏举措失当，形势危急。王佐良令驻青庄湖马队移守县城，县城局势稍安。这时北境匪事起，王佐良率县队及练勇进剿于龙王庙。
辛亥年腊月二十一日，响水海匪突然窜来攻破海头圩（今赣榆县海头镇），王佐良只好暂离赣榆县城，带盐防营和商团兵40多人前去剿灭。就在这一夜，赣榆县数股土匪万余人趁虚攻陷县城，县令唐运鹏只身坠城逃往青口（今赣榆县青口镇）。江苏军政府闻知赣榆城陷落，电令海州民政长、十三协统领何锋钰发兵赣榆剿匪。何到赣榆后，和青口的商会许鼎馨，姜佩之等相见，并安排盐防营，以及由他带来的完字营，合兵于十四日攻城。土匪于二十一日夜弃城溃散。
县城光复后，鉴于县唐运鹏无能，赣榆士绅一致推举王佐良出任赣榆县民政长（县长），从此开始了其长期主政赣榆的政治生涯。1925年，王佐良下野，1927年复任赣榆县知事。在赣榆县知事任内，王佐良既有善政，但敝政也不少。王佐良初任时，迅速剿平了为祸甚剧的仲八为首的匪帮，而且御下也较为严格。平时王佐良提倡树艺（种植技术），认为这是“实业中一大要图”。时值江苏省政府转发部令，要求各地“创办森林”，王佐良便总结了自己20余年的“留心经验”，著《树艺浅说》。
1928年2月北伐的国民革命军独立一师师长李明扬逮捕了赣榆县知事王佐良，中国国民党赣榆基层组织组成了“讨王佐良大同盟”，收集王佐良的“罪证”后在南京特别法庭提出控诉，王佐良被判处无期徒刑。1931年，获得保外就医。
1935年，王佐良病逝。

## 家庭
王佐良是清朝江西省南赣镇总兵王得胜的次子。

## 著作
- 王佐良，树艺浅说初集，上海：中华图书馆，约1917年
- 王佐良，树艺浅说续集，上海：中华图书馆，1919年